# Martino Mastellari
Martino Mastellari (Bologna, 3 gennaio 1996) è un cestista italiano.

## Carriera

### Club
Cresce cestisticamente nelle giovanili della Fortitudo Bologna, esordendo in prima squadra nel 2013, nel campionato di Divisione Nazionale B, prima di passare all'Andrea Costa Imola in Divisione Nazionale A Gold, con cui termina il campionato. Nell'estate del 2014 passa a Pistoia, dove rimane per 2 anni, esordendo in Serie A. Per la stagione 2016-17, firma in Serie A2 con Ferrara. Il 15 dicembre 2017, dopo essersi allenato per i primi mesi della stagione ancora con Ferrara, si accorda fino a fine stagione con il Basket Brescia Leonessa. Il 10 luglio torna in A2 firmando con la Poderosa Basket Montegranaro, dove viene riconfermato con un biennale con opzione per il terzo anno il 5 giugno 2019. Il 12 dicembre 2019 rescinde il proprio contratto con la Poderosa e si accasa a Napoli, militante nell'altro girone della Serie A2.

### Nazionale
Con la nazionale italiana compie tutta la trafila dall'Under-15 all'Under-20, prendendo parte agli Europei Under-16 di Lituania e Lettonia nel 2012, ai Mondiali Under-19 di Dubai nel 2015 e agli Europei Under-20 di Finlandia nel 2016.

## Statistiche

### Regular season
| Stagione        | Squadra                             | Competizione    | Partite | Partite | Partite | Statistiche tiro | Statistiche tiro | Statistiche tiro | Altre statistiche | Altre statistiche | Altre statistiche | Altre statistiche | Altre statistiche |
| Stagione        | Squadra                             | Competizione    | Pres.   | Titol.  | Minuti  | Tiri da 2        | Tiri da 3        | Liberi           | Rimb.             | Assist            | Rubate            | Stopp.            | Punti             |
| --------------- | ----------------------------------- | --------------- | ------- | ------- | ------- | ---------------- | ---------------- | ---------------- | ----------------- | ----------------- | ----------------- | ----------------- | ----------------- |
| 2013-ott. 2013  | Fortitudo Pallacanestro Bologna 103 | DNB             | 2       | 0       | 4       | 0/0              | 0/0              | 0/0              | 0                 | 0                 | 0                 | 0                 | 0                 |
| ott. 2013-2014  | Andrea Costa Imola Basket           | DNA Gold        | 11      | 0       | 71      | 0/2              | 2/11             | 0/0              | 2                 | 1                 | 1                 | 0                 | 6                 |
| 2014-2015       | Pistoia Basket                      | Serie A         | 5       | 0       | 6       | 0/2              | 0/2              | 0/0              | 1                 | 0                 | 0                 | 0                 | 0                 |
| 2015-2016       | Pistoia Basket                      | Serie A         | 23      | 2       | 104     | 2/4              | 3/10             | 0/0              | 6                 | 6                 | 2                 | 0                 | 13                |
| 2016-2017       | Pallacanestro Ferrara 2011          | Serie A2        | 30      | 6       | 702     | 9/27             | 42/130           | 18/22            | 61                | 25                | 14                | 1                 | 162               |
| dic. 2017-2018  | Basket Brescia Leonessa             | Serie A         | 5       | 0       | 35      | 1/2              | 5/10             | 0/0              | 4                 | 0                 | 4                 | 0                 | 17                |
| 2018-2019       | Poderosa Basket Montegranaro        | Serie A2        | 30      | 1       | 481     | 15/28            | 45/115           | 22/33            | 47                | 30                | 16                | 0                 | 187               |
| 2019-dic. 2019  | Poderosa Basket Montegranaro        | Serie A2        | 12      | 12      | 308     | 21/43            | 23/64            | 13/17            | 24                | 23                | 7                 | 1                 | 124               |
| Totale carriera | Totale carriera                     | Totale carriera | 118     | 21      | 1711    | 48/108           | 120/342          | 53/72            | 145               | 85                | 44                | 2                 | 409               |

### Play-off
| Stagione        | Squadra                      | Competizione    | Partite | Partite | Partite | Statistiche tiro | Statistiche tiro | Statistiche tiro | Altre statistiche | Altre statistiche | Altre statistiche | Altre statistiche | Altre statistiche |
| Stagione        | Squadra                      | Competizione    | Pres.   | Titol.  | Minuti  | Tiri da 2        | Tiri da 3        | Liberi           | Rimb.             | Assist            | Rubate            | Stopp.            | Punti             |
| --------------- | ---------------------------- | --------------- | ------- | ------- | ------- | ---------------- | ---------------- | ---------------- | ----------------- | ----------------- | ----------------- | ----------------- | ----------------- |
| 2016            | Pistoia Basket               | Serie A         | 3       | 0       | 5       | 0/1              | 1/1              | 0/0              | 0                 | 0                 | 1                 | 0                 | 3                 |
| 2018            | Basket Brescia Leonessa      | Serie A         | 2       | 0       | 15      | 0/0              | 0/0              | 0/0              | 1                 | 1                 | 3                 | 0                 | 0                 |
| 2019            | Poderosa Basket Montegranaro | Serie A2        | 9       | 0       | 170     | 11/20            | 11/41            | 8/9              | 15                | 10                | 10                | 2                 | 63                |
| Totale carriera | Totale carriera              | Totale carriera | 14      | 0       | 190     | 11/21            | 12/42            | 8/9              | 16                | 11                | 14                | 2                 | 66                |

### Coppe nazionali
| Stagione        | Squadra         | Competizione    | Partite | Partite | Partite | Statistiche tiro | Statistiche tiro | Statistiche tiro | Altre statistiche | Altre statistiche | Altre statistiche | Altre statistiche | Altre statistiche |
| Stagione        | Squadra         | Competizione    | Pres.   | Titol.  | Minuti  | Tiri da 2        | Tiri da 3        | Liberi           | Rimb.             | Assist            | Rubate            | Stopp.            | Punti             |
| --------------- | --------------- | --------------- | ------- | ------- | ------- | ---------------- | ---------------- | ---------------- | ----------------- | ----------------- | ----------------- | ----------------- | ----------------- |
| 2016            | Pistoia Basket  | Coppa Italia    | 1       | 0       | 13      | 1/1              | 2/6              | 0/0              | 2                 | 2                 | 1                 | 0                 | 8                 |
| Totale carriera | Totale carriera | Totale carriera | 1       | 0       | 13      | 1/1              | 2/6              | 0/0              | 2                 | 2                 | 1                 | 0                 | 8                 |